# 1325
Il 1325 (MCCCXXV in numeri romani) è un anno  del XIV secolo.

## Eventi
- 7 gennaio - Alfonso IV diventa Re del Portogallo.
- Trasferimento a Mosca del metropolita di Kiev.
- Fondazione di Tenochtitlán, capitale dell'impero Azteco.
- 15 novembre - Vittoria modenese contro i Bolognesi nella battaglia di Zappolino.

## Nati
- 12 maggio - Roberto II del Palatinato, nobile († 1398)
- 29 settembre - Francesco I da Carrara, politico e condottiero italiano († 1393)
- Andrej di Polack, nobile lituano († 1399)
- Francesco d'Este, condottiero italiano († 1384)
- Aldobrandino d'Este, vescovo cattolico italiano († 1381)
- Domenico Fregoso, doge († 1390)
- Giovanni da Milano, pittore italiano
- Nicolò Guarco, doge († 1385)
- Jacopo di Cione, pittore italiano († 1399)
- Enrico di Langenstein, teologo, astronomo e matematico tedesco († 1397)
- Luca da Penne, giurista italiano
- Pandolfo II Malatesta, condottiero italiano († 1373)
- Matilde di Gheldria, duchessa († 1384)
- Niccolò da Bologna, miniatore italiano († 1403)
- Antonio Pavoni, presbitero italiano († 1374)
- Giacomo di Savoia-Acaia, nobile italiano († 1367)
- Niccolò Spinelli, politico e giurista italiano († 1406)
- Uliana di Tver', russa († 1391)
- Filippo Villani, scrittore e storico italiano († 1407)
- Deodato II di Clermont-Lodève, nobile francese († 1418)
- Eleonora di Sicilia, principessa italiana († 1375)

## Morti
- 7 gennaio - Dionigi del Portogallo, re portoghese (n. 1261)
- 26 gennaio - Cecchino della Scala, militare italiano
- 9 marzo - Bannino da Polenta, nobile italiano
- 5 aprile - Rodolfo Morthermer, I Barone di Monthermer, nobile britannico (n. 1270)
- 3 maggio - Oddone della Sala, religioso e arcivescovo cattolico italiano
- 8 luglio - Ismaʿil I di Granada, sultano (n. 1279)
- 10 luglio - Leone Lambertenghi, vescovo cattolico italiano
- 4 settembre - Baybars al-Mansûrî, militare e storico
- 13 ottobre - Roberto VII d'Alvernia, conte
- 18 novembre - Giacomo III Oldofredi, politico italiano (n. 1251)
- 21 novembre - Jurij di Mosca, russo (n. 1281)
- 16 dicembre - Carlo di Valois, nobile francese (n. 1270)
- 20 dicembre - Agnese di Francia, duchessa (n. 1260)
- Gerard Appelmans, mistico olandese (n. 1250)
- Simone Avogadro, nobile italiano
- Bonifazio Boiardo, nobile italiano
- Branca Doria, nobile
- Edvige di Holstein, nobile tedesca (n. 1259)
- Giacomo di Sutri, vescovo italiano
- Keizan Jōkin, monaco buddhista e maestro zen giapponese (n. 1268)
- Amir Khusrow, poeta indiano (n. 1253)
- Raynaud de La Porte, cardinale e arcivescovo francese
- Rolando da Piazzola, giurista, umanista e politico italiano
- Alda Rangoni, nobile italiana
- Ormanno Tedici, abate e politico italiano
- Diego della Ratta, nobile italiano (n. 1285)

## Calendario
| Calendario 1325 | Calendario 1325 | Calendario 1325 | Calendario 1325 | Calendario 1325 | Calendario 1325 | Calendario 1325 | Calendario 1325 | Calendario 1325 | Calendario 1325 | Calendario 1325 | Calendario 1325 | Calendario 1325 | Calendario 1325 | Calendario 1325 | Calendario 1325 | Calendario 1325 | Calendario 1325 | Calendario 1325 | Calendario 1325 | Calendario 1325 | Calendario 1325 | Calendario 1325 | Calendario 1325 | Calendario 1325 | Calendario 1325 | Calendario 1325 | Calendario 1325 | Calendario 1325 | Calendario 1325 | Calendario 1325 | Calendario 1325 | Calendario 1325 |
| --------------- | --------------- | --------------- | --------------- | --------------- | --------------- | --------------- | --------------- | --------------- | --------------- | --------------- | --------------- | --------------- | --------------- | --------------- | --------------- | --------------- | --------------- | --------------- | --------------- | --------------- | --------------- | --------------- | --------------- | --------------- | --------------- | --------------- | --------------- | --------------- | --------------- | --------------- | --------------- | --------------- |
|                 | 1               | 2               | 3               | 4               | 5               | 6               | 7               | 8               | 9               | 10              | 11              | 12              | 13              | 14              | 15              | 16              | 17              | 18              | 19              | 20              | 21              | 22              | 23              | 24              | 25              | 26              | 27              | 28              | 29              | 30              | 31              |                 |
| Gennaio         | Ma              | Me              | Gi              | Ve              | Sa              | Do              | Lu              | Ma              | Me              | Gi              | Ve              | Sa              | Do              | Lu              | Ma              | Me              | Gi              | Ve              | Sa              | Do              | Lu              | Ma              | Me              | Gi              | Ve              | Sa              | Do              | Lu              | Ma              | Me              | Gi              |                 |
| Febbraio        | Ve              | Sa              | Do              | Lu              | Ma              | Me              | Gi              | Ve              | Sa              | Do              | Lu              | Ma              | Me              | Gi              | Ve              | Sa              | Do              | Lu              | Ma              | Me              | Gi              | Ve              | Sa              | Do              | Lu              | Ma              | Me              | Gi              |                 |                 |                 |                 |
| Marzo           | Ve              | Sa              | Do              | Lu              | Ma              | Me              | Gi              | Ve              | Sa              | Do              | Lu              | Ma              | Me              | Gi              | Ve              | Sa              | Do              | Lu              | Ma              | Me              | Gi              | Ve              | Sa              | Do              | Lu              | Ma              | Me              | Gi              | Ve              | Sa              | Do              |                 |
| Aprile          | Lu              | Ma              | Me              | Gi              | Ve              | Sa              | Do              | Lu              | Ma              | Me              | Gi              | Ve              | Sa              | Do              | Lu              | Ma              | Me              | Gi              | Ve              | Sa              | Do              | Lu              | Ma              | Me              | Gi              | Ve              | Sa              | Do              | Lu              | Ma              |                 |                 |
| Maggio          | Me              | Gi              | Ve              | Sa              | Do              | Lu              | Ma              | Me              | Gi              | Ve              | Sa              | Do              | Lu              | Ma              | Me              | Gi              | Ve              | Sa              | Do              | Lu              | Ma              | Me              | Gi              | Ve              | Sa              | Do              | Lu              | Ma              | Me              | Gi              | Ve              |                 |
| Giugno          | Sa              | Do              | Lu              | Ma              | Me              | Gi              | Ve              | Sa              | Do              | Lu              | Ma              | Me              | Gi              | Ve              | Sa              | Do              | Lu              | Ma              | Me              | Gi              | Ve              | Sa              | Do              | Lu              | Ma              | Me              | Gi              | Ve              | Sa              | Do              |                 |                 |
| Luglio          | Lu              | Ma              | Me              | Gi              | Ve              | Sa              | Do              | Lu              | Ma              | Me              | Gi              | Ve              | Sa              | Do              | Lu              | Ma              | Me              | Gi              | Ve              | Sa              | Do              | Lu              | Ma              | Me              | Gi              | Ve              | Sa              | Do              | Lu              | Ma              | Me              |                 |
| Agosto          | Gi              | Ve              | Sa              | Do              | Lu              | Ma              | Me              | Gi              | Ve              | Sa              | Do              | Lu              | Ma              | Me              | Gi              | Ve              | Sa              | Do              | Lu              | Ma              | Me              | Gi              | Ve              | Sa              | Do              | Lu              | Ma              | Me              | Gi              | Ve              | Sa              |                 |
| Settembre       | Do              | Lu              | Ma              | Me              | Gi              | Ve              | Sa              | Do              | Lu              | Ma              | Me              | Gi              | Ve              | Sa              | Do              | Lu              | Ma              | Me              | Gi              | Ve              | Sa              | Do              | Lu              | Ma              | Me              | Gi              | Ve              | Sa              | Do              | Lu              |                 |                 |
| Ottobre         | Ma              | Me              | Gi              | Ve              | Sa              | Do              | Lu              | Ma              | Me              | Gi              | Ve              | Sa              | Do              | Lu              | Ma              | Me              | Gi              | Ve              | Sa              | Do              | Lu              | Ma              | Me              | Gi              | Ve              | Sa              | Do              | Lu              | Ma              | Me              | Gi              |                 |
| Novembre        | Ve              | Sa              | Do              | Lu              | Ma              | Me              | Gi              | Ve              | Sa              | Do              | Lu              | Ma              | Me              | Gi              | Ve              | Sa              | Do              | Lu              | Ma              | Me              | Gi              | Ve              | Sa              | Do              | Lu              | Ma              | Me              | Gi              | Ve              | Sa              |                 |                 |
| Dicembre        | Do              | Lu              | Ma              | Me              | Gi              | Ve              | Sa              | Do              | Lu              | Ma              | Me              | Gi              | Ve              | Sa              | Do              | Lu              | Ma              | Me              | Gi              | Ve              | Sa              | Do              | Lu              | Ma              | Me              | Gi              | Ve              | Sa              | Do              | Lu              | Ma              |                 |